# Egipčanščina
Egipčanski jezik je najstarejši znani jezik Starega Egipta in veja afroazijske družine jezikov. Najstarejši zapisi v egipčanščini so iz obdobja okoli leta 3400 pr. n. št., zato ob sumerščini velja za najstarejši pisan jezik. Egipčanski jezik kot koptščina  je bil kot pogovorni jezik  živ vse do 17. stoletja n. št., ko ga je postopoma izpodrinila arabščina. V odročnih delih Gornjega Egipta se je verjetno govoril do 19. stoletja.
Koptščina  se še vedno uporablja v liturgiji Aleksandrijske koptske pravoslavne cerkve, zato veliko govorcev še vedno tekoče govori koptsko.

## Klasifikacija
Egipčanščina spada v afroazijsko družino jezikov, ki se je v preteklosti imenovala hamskosemitska družina. Pripadnost tej družini potrjujejo morfologija, značilna za fuzijske jezike, soglasniški  leksični koreni, številni poudarjeni soglasniki, triglasni samoglasniški sistem /a i u/, ženska samostalniška pripona *-„at“, samostalniško „m“-, pridevniško *-„ī“ in značilne glagolske predpone. Jezik je najbolj podoben semitskim, berberskim in kušitskim jezikom.
V egipčanskem jeziku so se praafroazijski soglasniki */d z ð/ razvili v <ꜥ> /ʕ/,  na primer ꜥ„r.t“ (portal), semitsko *„dalt“ (vrata). Afroazijsko */l/ se je v narečju, na katerem je zasnovan pisni jezik, združilo  z egipčanskim <n>, <r>, <ꜣ> in <j>, medtem ko se je v drugih različicah egipčanščine ohranilo.  Izvorni */k g ḳ/ so v nekaterih pokrajinah palatalizirali v <ṯ j ḏ>, medtem ko so se v drugih ohranili kot <k g q>.  Egipčanski jezik ima veliko dvoradikalnih in enoradikalnih korenov, medtem ko drugi semitski jeziki preferirajo troradikalne korene. Egipčanski jezik je zaradi tega verjeto bolj arhaičen,  medtem ko so se semitski jeziki zaradi pretvarjanje korenov v troradikalni obrazec  laže prilagajali.
Čeprav je egipčanski jezik najstarejši kdaj zapisan afroazijski jezik, se njegov morgološki repertoar zelo razlikuje od drugih afroazijskih in semitskih jezikov, kar kaže, da se je radikalno spremenil še preden se je začel pisati.

## Zgodovina
Jezikoslovci delijo egipčanščino na šest časovnih obdobij:
- arhaična egipčanščina (pred 2600 pr. n. št., jezik preddinastičnega obdobja Egipta)
- stara egipčanščina (2686 – 2181 pr. n. št, jezik Starega kraljestva)
- srednja egipčanščina (2055 – 1650 pr. n. št.), jezik Srednjega kraljestva (2055 – 1650 pr. n. št.), čeprav se je uporabljal do začetka Osemnajste dinastije, Amenhotepa III., Ehnatona in amarnskega obdobja (1353 pr. n. št.), kot knjižni jezik pa vse do 4. stoletja pr. n. št.
- pozna egipčanščina (1069 – 700 pr. n. št.), ki se je začela v amarnskem obdobju (1353 pr. n. št.),  in bila značilna za tretje prehodno obdobje egipčanske zgodovine (1069 – 700 pr. n. št.).
- demotščina  (7. stoletje pr. n. št.-5. stoletje n. št.), ki se je uporabljala  od poznega obdobja Egipčanskega kraljestva do rimske zasedbe Egipta
- koptščina (1.-17. stoletje n. št.), ki se je uporabljala od rimskega obdobja do začetka modernaga obdobja

Egipčanska pisava je nabor simbolov in znakov, ki so se začeli uporabljati že okoli leta 3200 pr. n. št.  Besedila iz tega obdobja so povezani predvsem z arhaično egipčanščino. Nedavne raziskave so pokazale, da so najstarejši egipčanski glifi iz obdobja okoli leta 3400 pr. n. št., kar »vnaša nekaj dvoma v trditev, da so zgodnji logografi, piktografski simboli, ki pomenijo  določeno mesto, predmet ali količino, prerasli v kompleksne fonetske simbole najprej v Mezopotamiji«.
Staroegipčanski jezik se je govoril približno 500 lep po letu 2600 pr. n. št. Srednjeegipčanski jezik se je govoril 700 let po letu 2000 pr. n. št., potem pa se je pojavil poznoegipčanski jezik. Srednjeegipčanski jezik se je kot pisni jezik uporabljal vse do prvih stoletij našega štetja, podobno kot se je latinščina uporabljala v srednjem veku in klasična arabščina danes. Demotska egipčanščina se je pojavila okoli leta 650 pr. n. št. in se govorila do 5. stoletja n. št. Koptščina se je pojavila v 4. stoletju n. št. in ostala živa do 16. stoletja n. št., ko so v Egipt prišli učit jezika prvi renesančni učenjaki.  V odročnih vaških okoljih Egipta je koptčina kot pogovorni jezik živela še naslednjih nekaj stoletij. Memfiško narečje koptščine se še vedno uporablja v egiptovskih koptskih cerkvah.
Stara, srednja in pozna egipčanščina so se pisale v egipčanskih hieroglifih. Demotski jezik se je pisal s pisavo, ki se je razvila iz hieratske pisave. Njen nastanek je ekoliko podoben nastanku arabske pisave, čeprav jezika nista v nobenem sorodstvu. Demotska pisava se je pisala z desne na levo. Koptski jezik se je pisal s koptsko abecedo, prilagojeno različico grškega akfabeta. Za glasove, ki jih stara grščina ni poznala, so se privzeli znaki iz demotske pisave. Po arabski okupaciji Egipta v 7. stoletju je koptščino, ki jo je govorilo prebivalstvo,  postopoma izpodrinila arabščina. Koptski jezik se je ohranil samo kot liturgični jezik koptske pravoslavne cerkve, podobno kot se v vzhodnih pravoslavnih cerkvah uporablja stara cerkvena slovanščina. Sveto pismo vsebuje veliko besed, ki so po mnenju jezikoslovcev egipčanskega izvora. Klasičen primer je Zaphnath-Paaneah, egipčansko ime Jakobovega sina Jožefa.

## Narečja
Predkoptska pisna egipčanščina zaradi centralizirane egipčanske družbe ni kazala velikih narečnih razlik. V govoru so narečja nedvomno obstajala, saj se v pismu iz okoli leta 1200 pr. n. št. avtor pritožje, da je razgovor med Egipčanoma s severa in juga skoraj nemogoč.
Pisna koptščina je imela pet glavnih narečij. Najbolj znani sta južno saidsko narečje in severno bohairsko narečje, ki ga uporablja koptska cervev v svojem bogoslužju. 

## Pisanje
| Y4 | n | R8 | S43 | Z3 |

| Y4 | n | R8 | S43 | Z3 |

| A |

| A |

| i |

| i |

| i | i |

| i | i |

| a |

| a |

Večina ohranjenih besedil v egipčanskem jeziku  je zapisana na kamen z egipčanskimi  hieroglifi. Večina starodavnih besedil je bila napisana v hieratski in kasneje v demotski pisavi na slabo obstojnem  papirusu  in so se  zato izgubila.  Obstajala je tudi kurzivna hieroglifska pisava, ki se je uporabljali za pisanje verskih dokumentov na papirusu, na primer Knjig mrtvih iz Dvajsete dinastije. Pisava je bila enostavnejša od hieroglifov, vendar ni bila tako kurzivna, ker ni uporabljala mnogo ligatur. Obstajala je tudi hieratska pisava za klesanje v kamen, znana kot lapidarna hieratska pisava. V zadnjem stanju razvoja jezika je stare pisave zamenjal koptski alfabet.
Izvorno ime egipčanske hieroglifske pisave  je zẖȝ n mdw-nṯr  ali pisanje božjih besed. Hieroglifi so se v egipčanskih besedilih uporabljali na dva načina: kot ideogrami, ki so predstavljali idejo, ki jo je prikazovala slika, in bolj pogosto kot fonogrami, ki so imeli  neko  glasovno vrednost. 
Ker fonetska realizacija egipčanskega jezika ni povsem mogoča, egiptologi uporabljajo sistem transkripcije, ki vsakemu nematerialnemu  hieroglifu pripiše glas, ki bi ga lahko predstavljal. V ta namen se uporabljata dva sistema – tradicionali in evropski. Za računalniške vnose se uporablja tretji sistem.

## Fonologija
Soglasniško fonologijo egipčanskega jezika je mogoče rekonstruirati, točni fonemi pa ostajajo neznani. O tem, kako klasificirati posamezne foneme, obstajajo različna mnenja. Glede na to, da se je egipčanski jezik pisal celi dve tisočletji in so se arhaične in pozne oblike  razlikovale kot na primer latinščina in sodobna italijanščina, so se v tem času zagotovo zgodile tudi fonetske spremembe.  
Fonetsko je egipčanščina vsebovala labialne (ustnične),  alveolarne (nadzobne), palatalne (trdonebne), velarne (mehkonebne), uvularne (jezične), faringalne in glotalne soglasnike, podobno kot arabščina, vendar njihova izgovarjava ni znana.
Glede na to, da se samoglasniki niso pisali,  je rekonstrukcija samogalsniškega sistema skrajno negotova in se v glavnem naslanja na koptske in druge transkripte egipčanskih osebnih in krajevnih imen. Egipčanska vokalizacija je delno znana samo preko rekonstrukcije skozi koptski jezik, v katerem so se samoglasniki pisali. Dodatni vir podatkov so zapisi egipčanskih besed v drugih jezikih. Izgovarjava egipčanskega jezika je povsem umetna in včasih ne kaže veliko podobnosti z idejo, kako naj bi egipčanski govor zvenel.